# Wojciech Grodziecki
Wojciech Grodziecki (Grudziecki) herbu Dryja – cześnik łęczycki w latach 1670–1688.
W 1674 roku był elektorem Jana III Sobieskiego z województwa sieradzkiego. 